# 지아이텍
지아이텍(GI Tech Co. Ltd.)은 대한민국의 2차전지 및 수소연료전지 전극용 장비 제조 기업이다. 본사는 충청남도 아산시 둔포면 아산밸리로387번길에 위치해 있으며 대표이사는 이인영이다.

## 역사
1990년 1월 오성정밀로 창업하여 2012년 5월 지아이텍으로 법인 전환하였다 2022년 2% 수준인 30억 규모의 자사주 매입과 1주당 액면가액을 500원에서 100원으로 액면분할하였다

## 상장
2021년 10월 21일에 미래에셋증권을 주관사로 공모가 14,000원에 코스닥 시장에 상장하였다.

## 같이 보기
- 제이앤프라이빗에쿼티
- 이음PE

## 참고문헌
1. ↑  지아이텍, 3분기 영업익 20억…"배터리 노칭 장비 생산 확대", 디지털투데이, 2023.11.14
2. ↑  지아이텍, 3분기 매출액 95억원·당기순이익 23%… 4분기 어닝서프라이즈기대, 뉴스와이어, 2023년 11월 14일
3. ↑  김진원, 글로벌 배터리社도 반한 지아이텍, 한경, 2021.09.13
4. ↑  고성현, '배터리 부품주' 지아이텍, 자사주 매입·액면분할 시행, 디지털투데이, 2022.02.16